# Verjüngung (Altern)
Verjüngung bezeichnet die künstliche Zurücksetzung von biologischen Alterungsprozessen. Die zugehörige medizinische Disziplin wird als Verjüngungsforschung bezeichnet.
Verjüngung unterscheidet sich von Altershemmung. Anti-Aging-Strategien untersuchen oft die Ursachen des Alterns und versuchen, diesen Ursachen entgegenzuwirken, um das Altern zu verlangsamen. Durch Verjüngung soll das Altern hingegen rückgängig gemacht werden. Verjüngung erfordert daher eine andere Strategie, nämlich die Reparatur der altersbedingten Zell- und Gewebeschäden oder den Ersatz von beschädigtem Gewebe mit neuem Gewebe.
Verjüngung kann ein Mittel zur Lebensverlängerung sein, doch die meisten Lebensverlängerungsstrategien beinhalten keine Verjüngung.
Entsprechend dem heutigen Stand ist die Verjüngung, als jedwede Zurücksetzung des Alterungsprozesses, nicht am Menschen möglich, wird aber mit zunehmendem industriellen Interesse erforscht und wurde in kleinem Stil durch die Verjüngung von Zellen an Tieren erfolgreich praktiziert.

## Historischer und kultureller Hintergrund
Ayurveda beschäftigte sich hauptsächlich mit Verjüngung. So sind im Charaka Samhita einige traditionelle „Rasayanas“ aufgeführt. In dieser Schrift wird auf ältere Verjüngungsmittel verwiesen, die die Menschen vor der Zeit von Charaka verwendet haben sollen. Auch die Rig Veda behandelt die Herstellung eines Somatrunkes, der Menschen wieder Jugendlichkeit verleihen sollte.
Zahlreiche Legenden behandeln das Streben nach Verjüngung. Magie oder das Eingreifen übernatürlicher Kräfte können darin die Jugendlichkeit zurückbringen. Die Suche nach der dem sagenhaften Jungbrunnen, der „Quelle der ewigen Jugend“, wird bereits im Alexanderroman beschrieben und später im Orient, besonders in der syrischen Literatur. Einige Interpretationen sehen auch im Koran (Sure 18,60–64) Anspielungen darauf. Im Trojanischen Krieg des Konrad von Würzburg (13. Jahrhundert) findet sich ein früher deutschsprachiger Beleg für diese Thematik.
Der Gründer des chinesischen Kaiserreichs, Qin Shihuangdi, entsandte Schiffe mit jungen Männern und Frauen, um eine Perle zu finden, die ihn verjüngen sollte. Dem Mythos zufolge erreichten und kolonisierten sie Japan. Der spanische Entdecker Juan Ponce de León war Anführer einer Expedition zu den Karibischen Inseln und Florida, angeblich auch, um die Quelle der ewigen Jugend zu finden.
Seit dem Entstehen der Philosophie nahmen Weise und selbsternannte Zauberer immer wieder große Anstrengungen auf sich, um das Geheimnis der Jugend zu lüften; sowohl für sich selbst als auch für ihre Gönner und Sponsoren. Der Glaube war weitverbreitet, dass bestimmte Zaubertränke die Jugendlichkeit wiederherstellen könnten.
Eine andere oft genannte Vorgehensweise war es zu versuchen, die „Jugendessenz“ junger Menschen auf alte zu übertragen. Beispiele dieses Ansatzes waren, mit Jungfrauen oder Kindern zu schlafen (manchmal wortwörtlich schlafen, nicht unbedingt Sex haben), in ihrem Blut zu baden oder es zu trinken.
Das Streben nach Verjüngung erreichte seinen Höhepunkt mit der Alchemie. In ganz Europa, und auch darüber hinaus suchten Alchemisten nach dem Stein der Weisen, der mythischen Substanz, welche, so glaubte man, nicht nur Blei in Gold verwandeln, sondern auch Leben verlängern und Jugendlichkeit wiederherstellen konnte. Obwohl dieses Ziel nicht erreicht wurde, ebnete die Alchemie der wissenschaftlichen Methodik und somit den heutigen medizinischen Fortschritten den Weg.
Serge Abrahamovitch Voronoff war ein in Russland geborener, in den 1920er und 1930er Jahren in Frankreich arbeitender Chirurg, der mit seiner Technik zu Ruhm gelangte, Hodengewebe von Affen in menschliche Hoden zu verpflanzen. Dies war eine der ersten medizinisch akzeptierten Verjüngungstherapien (bevor in den 1930er bis 1940er Jahren bewiesen wurde, dass sie falsch war). Die Technik brachte ihm viel Geld ein, obwohl er bereits wohlhabend war. Als seine Arbeit in Ungnade fiel, stieg er vom hochangesehenen Chirurg zu einem Subjekt der Lächerlichkeit ab. Bis in die frühen 1930er Jahre waren bereits 500 Männer in Frankreich mit seiner Verjüngungstechnik behandelt worden, und tausende weitere in aller Welt, wie etwa in einer eigens dafür eingerichteten Klinik in Algerien. Zu den erwähnenswerten Personen, die sich dieser Behandlung unterzogen, zählen Harold McCormick, damaliger Vorsitzender der International Harvester Company, und der alternde türkische Premier.
In der Fiktion gibt es immer mehr Werke, die sich mit den Möglichkeiten von Verjüngungsbehandlungen und deren Auswirkungen auf die Gesellschaft beschäftigen. Misspent Youth sowie die Commonwealth Saga von Peter F. Hamilton gehören zu den bekanntesten Beispielen, die von Kurz- und Langzeiteffekten einer fast perfekten Körperveränderung von einem 80-Jährigen in einen 20-Jährigen mit intaktem Verstand erzählen. Die Mars-Trilogie handelt von einer viel unvollkommeneren Verjüngung, einschließlich Problemen wie Verlust des Langzeitgedächtnisses und schierer Langeweile durch extrem hohes Alter. Auch die Post-Mortem-Figuren im Revelation-Space-Zyklus illustrieren dieses Thema oft mit ihren extrem langen oder im Grunde unbegrenzten Lebensspannen; pure Langweile treibt sie zur Unternehmung riskanter Aktivitäten.

## Moderne Entwicklungen
Biologisches Altern äußert sich in Anhäufungen von Schäden in Makromolekülen, Zellen, Geweben und Organen. Wenn diese Schäden repariert werden können, ist das Ergebnis Verjüngung.
Einige Technologien, mit denen versucht wird, dieses Ziel zu erreichen, werden zur Regenerativen Medizin gezählt, wie etwa die Anregung körpereigener Regenerations- und Reparaturprozesse oder der junge Tissue-Engineering-Bereich. Einige einfache Gewebe und Organe wie Harnblasen wurden bereits erfolgreich in Patienten implantiert, die Züchtung voll funktionsfähiger komplexer menschlicher Organe wie Herz oder Lunge lässt aber noch auf sich warten.
Eine andere Alternative besteht in kosmetischen Veränderungen, um ein jugendliches Erscheinungsbild wiederherzustellen. Diese sind meist oberflächlich und bewirken keine Gesundheitsverbesserung oder Lebensverlängerung, jedoch kann eine Verbesserung im äußeren Erscheinungsbild einer Person ihre Stimmung anheben und positive Nebeneffekte haben.
Die Schönheitschirurgie ist ein großer Wirtschaftszweig, der Behandlungen wie Faltenentfernung (Gesichtsstraffung), Entfernung von überschüssigem Fett (Fettabsaugung) und Umformung verschiedener Körperteile (Bauch, Brüste, Gesicht) umfasst.
Es gibt auch, wie immer in der Historie, viele angebliche Verjüngungsprodukte, die nicht funktionieren. Oftmals handelt es sich dabei um Pulver, Sprays, Gele und homöopathische Mittel, die vorgeben, ein „Wachstumshormon“ zu sein. Das echte Wachstumshormon kann lediglich injiziert werden, da das Aminosäureprotein zu groß ist, um von den Schleimhäuten absorbiert zu werden, und es nach dem Unterschlucken im Magen zerfallen würde.

## Strategies for Engineered Negligible Senescence (SENS)
Einer der führenden modernen wissenschaftlichen Vertreter von Verjüngung ist der Biogerontologe Aubrey de Grey. Er nennt sein Projekt, um die Schäden zu beheben, die wir Altern nennen, „SENS“ (Strategies for Engineered Negligible Senescence, zu Deutsch etwa „Strategien, um den Alterungsprozess mit technischen Mitteln vernachlässigbar zu machen“). Für jede der bekannten Schadensklassen, die er die „sieben Todsünden des Alterns“ nennt, schlägt er folgende Strategien zur Bekämpfung vor:
1. Zellverlust[15] könne im Falle von Muskeln durch entsprechendes Training repariert (rückgängig gemacht) werden. Für andere Gewebearten würden diverse Wachstumsfaktoren benötigt, um die Zellteilung zu stimulieren, und in einigen Fällen würden Stammzellen gebraucht.
2. Gealterte Zellen[16] könnten entfernt werden, indem das Immunsystem gegen sie gerichtet wird. Oder sie könnten durch Gentherapie vernichtet werden, indem „Suizid-Gene“ eingeschleust werden, die zielgerichtet gealterte Zellen abtöten.
3. Proteinvernetzung[17][18] könne größtenteils durch Medikamente rückgängig gemacht werden, die die Verbindungen aufbrechen. Doch um einige dieser Vernetzungen aufzubrechen, sei wahrscheinlich die Entwicklung enzymatischer Methoden nötig.
4. Extrazellulare Abfallstoffe (wie Amyloid)[19] könnten durch Impfungen beseitigt werden, die die Immunzellen dazu bringen, die Abfallstoffe zu „fressen“.
5. Zur Beseitigung intrazellularer Abfallstoffe[20] müssten neuartige Enzyme verwendet werden, welche möglicherweise aus Bodenbakterien gewonnen werden, die den Abfallstoff (Lipofuszin) abbauen können. Natürlicherweise im menschlichen Körper vorkommende Enzyme können diesen Stoff nicht abbauen.
6. Bei Mitochondrienmutationen[21] ist geplant, sie nicht zu reparieren, sondern von den Mutationen ausgehenden Schaden zu verhindern, indem mittels Gentherapie modifizierte Kopien der Mitochondriengene in den Zellkern verlagert werden. Die mitochondriale DNA erfährt einen hohen Grad an Mutagenschäden, da die meisten freien Radikale in den Mitochondrien entstehen. Eine Kopie der mitochondrialen DNA im Zellkern wird besser vor freien Radikalen geschützt sein, und es wird eine bessere DNA-Reparatur stattfinden, wenn Schäden entstehen. Alle mitochondrialen Proteine würden dann in die Mitochondrien importiert.
7. Bei Krebs (die tödlichste Folge von Mutationen)[22][23] bestehe die Strategie darin, Gentherapien zu nutzen, um die Gene für Telomerase zu löschen und Telomerase-unabhängige Mechanismen zu eliminieren, die normale Zellen in „unsterbliche“ Krebszellen verwandeln. Um den Verlust von Telomerase in den Stammzellen zu kompensieren, würden wir – je nach Gewebe – ungefähr jedes Jahrzehnt einmal frische Stammzellen zuführen.

Diese sieben Schadensklassen wurden im Zeitraum von 1907 bis 1982 entdeckt, seitdem sind keine neuen hinzugekommen.
Im Jahre 2009 begründete Aubrey de Grey die SENS Foundation mit, um Fortschritte in den oben aufgelisteten Bereichen voranzutreiben.

## Verjüngungsprozesse in der Natur
Ein Salamander kann nicht nur eine Gliedmaße erneuern, sondern auch die Linse oder die Netzhaut des Auges und den Darm. Zur Erneuerung bilden die Salamandergewebe ein Blastem, durch Differenzierung der Mesenchymalen Stammzellen. Das Blastem fungiert als ein selbstorganisierendes System, um die Gliedmaße zu erneuern.

## Wissenschaftliches Journal
- Rejuvenation Research Redakteur: Aubrey de Grey. Herausgeber: Mary Ann Liebert, Inc. ISSN 1549-1684 – 2-monatliche Veröffentlichung.

## Dokumentationen
- ZDFzeit: Forever Young: Wie können wir das Altern stoppen? TV-Dokumentation in HD von Anne Kauth und Rita Stingl (Buch und Regie), Deutschland 2023 für ZDF.